# واشینگتن سی. ویتثرون
واشینگتن سی. ویتثرون (به انگلیسی: Washington C. Whitthorne) سناتور سابق عضو حزب دموکرات ایالات متحده آمریکا بود. وی در سال ۱۸۸۶ تا ۱۸۸۷ میلادی سناتور ایالت تنسی در سنای ایالات متحده آمریکا بود.